# جشنواره اینترنتی سینمانوین
جشنواره اینترنتی سینما نوین بزرگترین رسانه ی سینمایی و موسیقی در ایران است که مدتی است به برگزاری جشنواره میان بازیگران مطرح و نوظهور ایران می پردازد و اخیرا نیز با اهدای تندیس ولوح طلایی به پیشواز بازیگران برنده می رود این رسانه بزرگترین رسانه سینمایی ایران در اینستاگرام است که بیش از ۳ میلیون مخاطب دارد.

## توضیحات
این جشنواره یا به نوعی نظرسنجی برای بازیگران و خوانندگان مطرح و نوظهور ایرانی برگزار میشود که برندگان این نظر سنجی با آرای مردم در اینستاگرام صورت میگیرد 
برگزاری این نظرسنجی به این گونه است که بازیگران و یا خوانندگانی که در طی ۱ سال اخیر در سینما یا تلویزیون و پلتفرم فعالیت داشتند از سوی این رسانه به‌طور جداگانه( یعنی بهترین بازیگر سینما و یا تلویزیون و یا بهترین خواننده تیتراژ و ...) انتخاب شده و به صورت قرعه کشی دو به دو وارد نظرسنجی میشوند و به رقابت می پردازند
برگزاری این نظرسنجی نسبت به تعداد انتخاب شدگان دارد و هر بخش (بهترین بازیگران مرد و زن ) طی چند مرحله و در روزها و تا ساعت مشخصی برگزار و با آرای مردم به اتمام می رسد
سپس این نظرسنجی به مرحله نیمه نهایی رسیده و با رای گیری ها به مرحله فینال می رسد که معمولا ۴ فینالیست از هر بخش انتخاب می شود و در طی ۴۸ ساعت مردم‌از بین ۴ فینالیست بهترین بازیگر مرد و یا زن بخش های خود و همچنین خوانندگان خود را انتخاب و رای میدهند

1. ↑  "Infectious Disease". JAMA. 286 (2): 230. 2001-07-11. doi:10.1001/jama.286.2.230-jbk0711-2-1. ISSN 0098-7484.
2. 1 2  «Instagram». www.instagram.com. دریافت‌شده در ۲۰۲۴-۰۶-۲۸.
3. ↑  «Instagram». www.instagram.com. دریافت‌شده در ۲۰۲۴-۰۶-۲۸.